# Roxana Maracineanu
Roxana Maracineanu, nata Mărăcineanu (Bucarest, 7 maggio 1975), è un'ex nuotatrice e politica francese.
Dal 4 settembre 2018 al 6 luglio 2020 è ministro dello sport nel governo Castex poi dal 6 luglio 2020 al 20 maggio 2022 ministro delegato allo sport nel governo Philippe II

## Biografia
Mărăcineanu viene dalla Romania; la sua famiglia è emigrata in Francia nel 1984.
Roxana Emilia Maracineanu è nata il 7 maggio 1975 a Bucarest, Romania. Suo padre, Vasile Maracineanu, è un ingegnere civile mentre sua madre, Elena Basarabeanu, è un tecnico progettista. Da bambina praticava la ginnastica.
Grazie ad un accordo di cooperazione, suo padre è andato a lavorare in Algeria con la moglie e il figlio. Le autorità hanno chiesto a Roxana di restare a casa per evitare che l'intera famiglia dovesse fuggire. Ma durante le vacanze scolastiche, a Roxana è stato permesso di recarsi in Algeria per far visita ai suoi genitori. Nonostante fosse monitorata dalla Securitate, la famiglia riuscì a lasciare l'Algeria nel 1984 su un traghetto chiamato Liberté (Libertà), che li portò a Marsiglia.
Quando sono arrivati in Francia, hanno chiesto asilo all'OFPRA e sono stati inviati in un centro di transito a Riec-sur-Bélon. Roxana Maracineanu ha imparato il francese a Blois e ha completato i suoi studi secondari al Collegio Augustin Thierry e poi al Collegio Jean Macé di Mulhouse.
È stata naturalizzata cittadina francese nel 1991, all'età di 16 anni, quando era già una promettente nuotatrice. Ha trascorso la sua giovinezza a Mulhouse, dove ha iniziato la sua carriera di nuotatrice con il club Mulhouse Olympic Natation. Mărăcineanu ha ottenuto un promettente risultato nei 200 metri dorso, in cui è diventata la prima campionessa del mondo francese nel 1998 (a Perth) e campionessa europea nel 1999 (a Istanbul). Ha anche vinto la medaglia d'argento nei 200 m dorso ai Giochi Olimpici di Sydney del 2000. Nel 2004 ha concluso la sua carriera attiva.
Mărăcineanu ha poi studiato alla business school ESCP Europe, diplomandosi nel 2005. Dal 2007, Mărăcineanu è apparsa in televisione come commentatrice sportiva. È stata commentatrice dell'emittente pubblica France Télévisions per i Campionati mondiali di nuoto 2007 e 2009, i Campionati europei di nuoto 2010 e 2014 e le Olimpiadi estive del 2008 a Pechino e del 2012 a Londra.
Sposata col giornalista Franck Ballanger, ha tre figli.

## Carriera politica
Mărăcineanu ha iniziato la sua carriera politica nel 2010 quando è stata eletta al consiglio regionale dell'Île-de-France nella lista del Partito Socialista (PS). Ne ha fatto parte fino al 2015. Il primo ministro Édouard Philippe ha nominato Mărăcineanu nel giugno 2018, dopo che diversi bambini sono annegati, rappresentante speciale per il miglioramento dell'educazione al nuoto nelle scuole primarie. Nel settembre 2018, il presidente Emmanuel Macron l'ha nominata successore di Laura Flessel-Colovic come ministro dello sport nel governo Philippe II. Nel governo Castex, in carica dal luglio 2020, il Ministero dello sport è stato abolito. Da allora, Mărăcineanu è ministro delegato allo sport sotto la supervisione del Ministero dell'educazione nazionale, della gioventù e dello sport, di cui è a capo Jean-Michel Blanquer.

## Palmarès
- Olimpiadi

Sydney 2000: argento nei 200m dorso.
- Mondiali

Perth 1998: oro nei 200m dorso.
- Europei

Siviglia 1997: argento nei 100m dorso e bronzo nei 200m dorso.
Istanbul 1999: oro nei 200m dorso e bronzo nei 100m dorso.
- Giochi del Mediterraneo

Bari 1997: oro nei 100m dorso e argento nei 200m dorso.
Tunisi 2001: argento nei 200m dorso e bronzo nella 4x100m misti.
- Universiadi

Pechino 2001: bronzo nei 200m dorso.